# Meer (Turquie)
Pour les articles homonymes, voir Meer.
Meer ou Meyre (en syriaque : ܡܥܪ, en kurde : Mehrî, et en turc : Kovankaya) est un village assyro-chaldéen situé dans le district de Beytüşşebap de la province de Şırnak (aujourd'hui en Turquie).
C’est l'un des derniers villages assyriens du pays qui en comptait neuf dans cette région. Il est représentatif de l'exode des Assyro-Chaldéens vivant à cet endroit au cours du XXe siècle.

## Localisation
Le village, à flanc de montagne, est situé le long de la rivière Hezil dans le Hakkiari, région montagneuse aujourd'hui turque de l'Anatolie du Sud-Est.

Il est à 60 km à l'ouest de Beytüşşebap, chef-lieu de l'arrondissement dont dépend le village, à environ 25 km au nord à vol d'oiseau de la frontière irakienne, et à environ 65 km au nord-est à vol d'oiseau de la frontière syrienne.
On peut l'atteindre grâce à une seule et unique route qui part des villages voisins de Boğazören à l'est et de Hoz (autre village assyrien) au sud-ouest.

## Toponymie
Le nom du village en araméen signifie « construire » (en syriaque : ܡܥܡܪܬܐ).

## Histoire

### Antiquité
La région de Meer, peuplée de hourrites puis d'araméens, appartient tout d'abord au royaume de Mittani entre le XVIIe siècle et le XIIIe siècle avant notre ère.
Le roi d'Assyrie Sennachérib conquiert la région en 697 av. J.-C., alors aux mains des urartiens (ancêtres des actuels arméniens). Puis, selon l'historien grec Hérodote, Cyaxare, le roi des Mèdes, fait ensuite passer la région sous sa coupe à la fin du VIIe siècle av. J.-C.. Vers le milieu du VIe siècle av. J.-C., la zone devient perse, dominée par l'empire achéménide de Cyrus le Grand.
En 331 av. J.-C., la région de Meer est conquise par les armées d'Alexandre le Grand, avant de passer aux mains des parthes.
Durant la période romaine, la région se retrouve intégrée à la province d'Assyrie, avant de repasser sous domination perse avec les Sassanides.

### Meer chrétienne
Il existait dans le village, autrefois nestorien puis devenu catholique, deux églises catholiques chaldéennes (le prêtre étant alors le chef du village), l'église de Mart Shmoni (construite en 320 et à l'origine un monastère abritant près de 600 moines à son apogée) et celle de Mart Maryam (en français : Sainte Marie). L'église de Mar Isha'ya (en français : Saint Isaïe) était quant à elle située un peu plus loin. Les églises locales étaient reliées au diocèse de Gazarta (en syriaque : ܓܙܪܬܐ).
Les habitants se répartissaient en quatre clans (qui fondèrent le village) :
| - Beth Koma - Beth Sraël - Beth Dawdo |  | - Beth Avdella - Beth Élo (sous-clan) |  | - Beth Malko (sous-clan) |

On pense que beaucoup d'assyriens seraient venus se réfugier dans la région au tout début du XVe siècle pour fuir les massacres des troupes de Tamerlan dans les plaines mésopotamiennes.
Durant la période ottomane, les villageois de Meer étaient des Rayats de la principauté du Botan soumis à l'autorité de l'agha kurde local (quasi-indépendant du pouvoir central turc à Constantinople à cause de l'isolement et de l'inaccessibilité des montagnes), qui leur devait théoriquement protection en échange de la moitié du produit de leur travail. Administrativement, le village était situé dans le sandjak de Mardin de l'ancienne province de la Vilayet de Diyarbekir.
De nombreux liens (mariages, enterrements, fêtes religieuses et échanges commerciaux) existaient entre Meer et les villages assyriens voisins (notamment Hoz, Ischy et Baznayé), tous en autosuffisance alimentaire. Meer était également entouré de nombreux villages kurdes (dont certains d'origine assyrienne ou arménienne remplacés par des populations kurdes à la suite de massacres et spoliations, et dont les noms des villages ont été changés).
Entre juin 1843 et 1846, de nombreux habitants du village sont massacrés par les autorités kurdes de Bedirxan Beg et de Nurullah Beg, avec la permission des pachas de Mossoul successifs (notamment Sherif Pacha et Tayyar Pacha entre autres).

### XXesiècle
En 1913, Meer et le village assyrien limitrophe de Hoz étaient peuplés de 500 habitants, mais les villages sont détruits en 1915 lors du génocide assyrien perpétré par l'Empire ottoman sur les populations chrétiennes. Durant ces massacres, de nombreux habitants de Hoz se réfugient à Meer.
Meer est officiellement renommée Kovankaya, en 1958 par le gouvernement turc et sa politique de turquisation.
La plupart des habitants, analphabètes, avaient écrit sur leurs papiers d'identité né le 1er janvier à Beytüşşebap (la grande ville la plus proche et chef-lieu du district). À partir des années 1970, le gouvernement turc construit des écoles dans les villages reculés du pays, et ce n'est qu'à partir de cette période que les habitants des villages assyriens se mettent à apprendre le turc (en plus de l'araméen, leur langue natale, et du kurde, la langue locale).
D'une population de 1000 habitants dans le début des années 1970, la population de Meer et des villages assyro-chaldéens de la région émigre massivement de Turquie pour s'installer à l'étranger à partir de 1975 et ce durant deux décennies, à la suite des différents conflits et exactions touchant la région (guérilla du PKK, discriminations subies par les populations turques et kurdes, etc.). La plupart des habitants partent pour la France, environ 700 à Sarcelles, 500 à Clichy-sous-Bois et 100 à Montluçon.
En 1980, il ne reste que 570 habitants estimés dans le village. La localité se vide progressivement de ses habitants tout au long des années 1980, lassés des travaux forcés, meurtres, vols et extorsions, rapt et viols de jeunes filles converties de force à l’Islam, ainsi que harcèlements et menaces subies par les populations kurdes environnantes.
Le village est rasé en 1989 par l'armée turque, au fort du conflit armé kurde, et les 20 familles restantes sont alors forcées de partir. Une petite partie d'entre eux revient au village en 1992 pour tenter de le reconstruire, mais le village est à nouveau détruit en juin 1994, forçant les sept familles restantes à fuir pour le village assyrien de Gaznakh. Deux familles reviennent à nouveau en 2010.
En janvier 2020, un couple d'assyro-chaldéens septuagénaire faisant partie des derniers habitants du village (Hurmuz Diril et sa femme Simoni Diril) est enlevé par des hommes armés, le corps sans vie de la femme étant retrouvé le long de la rivière le 20 mars (le mari étant toujours porté disparu),.
Aujourd'hui, la plupart des anciens habitants du village et leurs descendants vivent en région parisienne, dans le Val-d'Oise notamment (comme à Sarcelles et dans les villes limitrophes,).

## Démographie
| \| Année \| Habitants \| \| ----- \| --------- \| \| 1913 \| 500 \| \| 1975 \| 963[20] \| \| 1985 \| 782[20] \| \| 1993 \| 45 \| \| 2019 \| 3 \| \| 2020 \| 1 \| |           |
| Année | Habitants |
| 1913 | 500       |
| 1975 | 963       |
| 1985 | 782       |
| 1993 | 45        |
| 2019 | 3         |
| 2020 | 1         |

## Économie
Les Meeryayés étaient connus comme étant principalement bergers (moutons et chèvres) ou apiculteurs (le village était très réputé pour la qualité de son miel).
On y faisait également pousser blé dur, maïs, concombres, tomates, ou encore haricots.

## Culture
Depuis le XVIIe siècle environ, les habitants de Meer fêtent le « Shéra », en l'honneur de Mart Shmoni et de ses sept enfants (Gadday, Maqway, Tarsay, Héouron, Héouson, Bakos et Yonadaw), la sainte-patronne du village.
L'histoire de la juive Shmoni et de ses fils est racontée dans le Deuxième livre des Maccabées de l'Ancien Testament biblique, aux versets 1 à 42 du chapitre 7, et parle d'une femme ayant préférée sacrifier ses enfants plutôt que de renier Dieu. Elle et ses enfants finissent donc tous assassinés sous le règne d'Antiochos IV, roi séleucide.
Une légende locale raconte qu'une apparition de Mart Shmoni et ses enfants aurait fait fuir une bande de fantômes autour du village, et c'est donc pour cette raison  qu'elle est vénéré des Meeryayés. Lors de cette fête, ayant lieu tous les premiers mardis du mois de mai, un animal y est sacrifié, avant les prières et le banquet.